# LZ 18

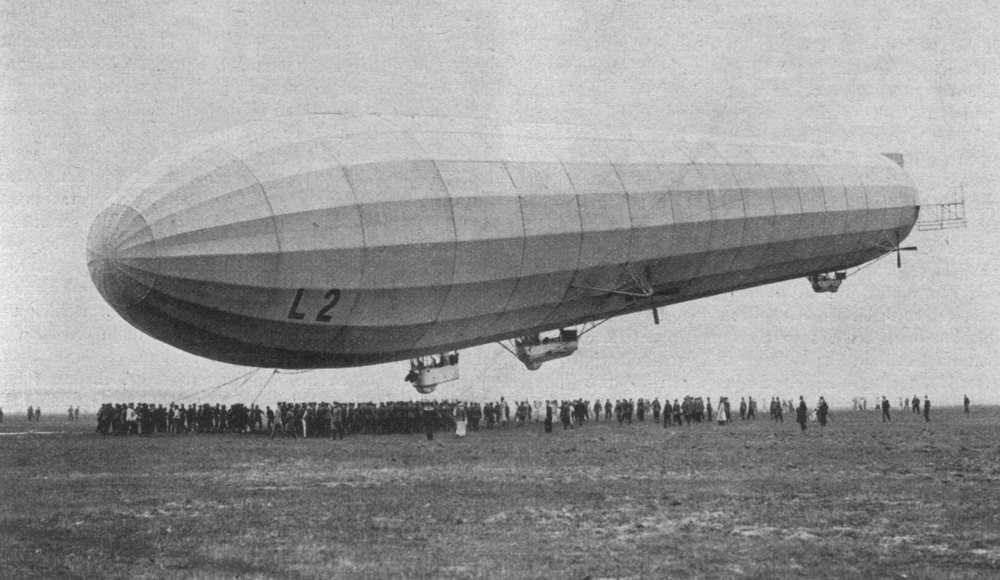
L 2 während der Landung in Berlin-Johannisthal

Die katastrophale Gasentzündung in einer Motorgondel des Zeppelins LZ18

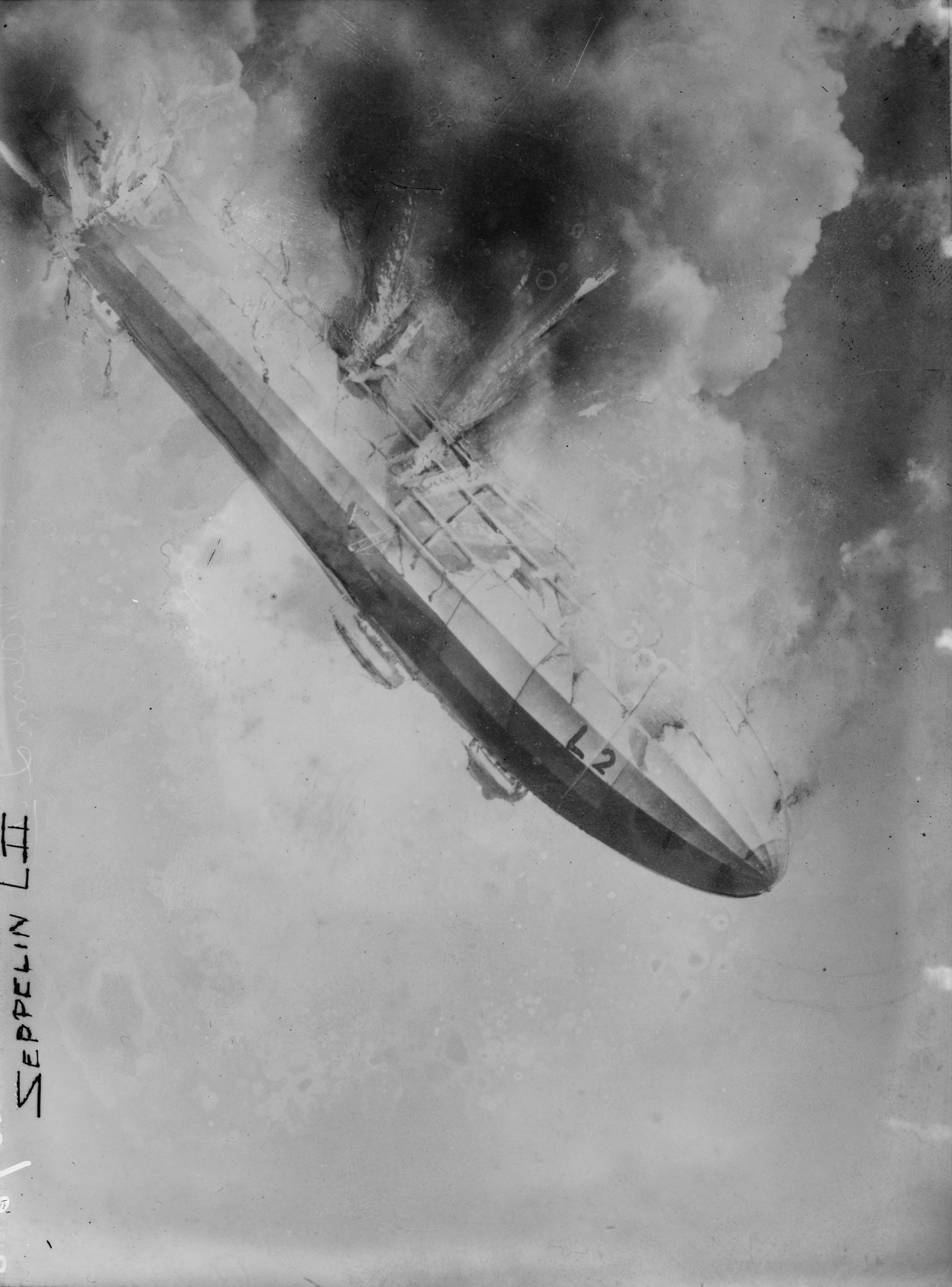
Zeitgenössische künstlerische Darstellung des Absturzes

Der Zeppelin LZ 18 war ein deutsches Starrluftschiff und unter der Bezeichnung L 2 das zweite Marineluftschiff der Kaiserlichen Marine, welches noch vor dem Ersten Weltkrieg in Betrieb genommen wurde. Am Tag der Übergabe an die Marine, dem 17. Oktober 1913, verunglückte es jedoch und brannte vollständig aus.

## Geschichte

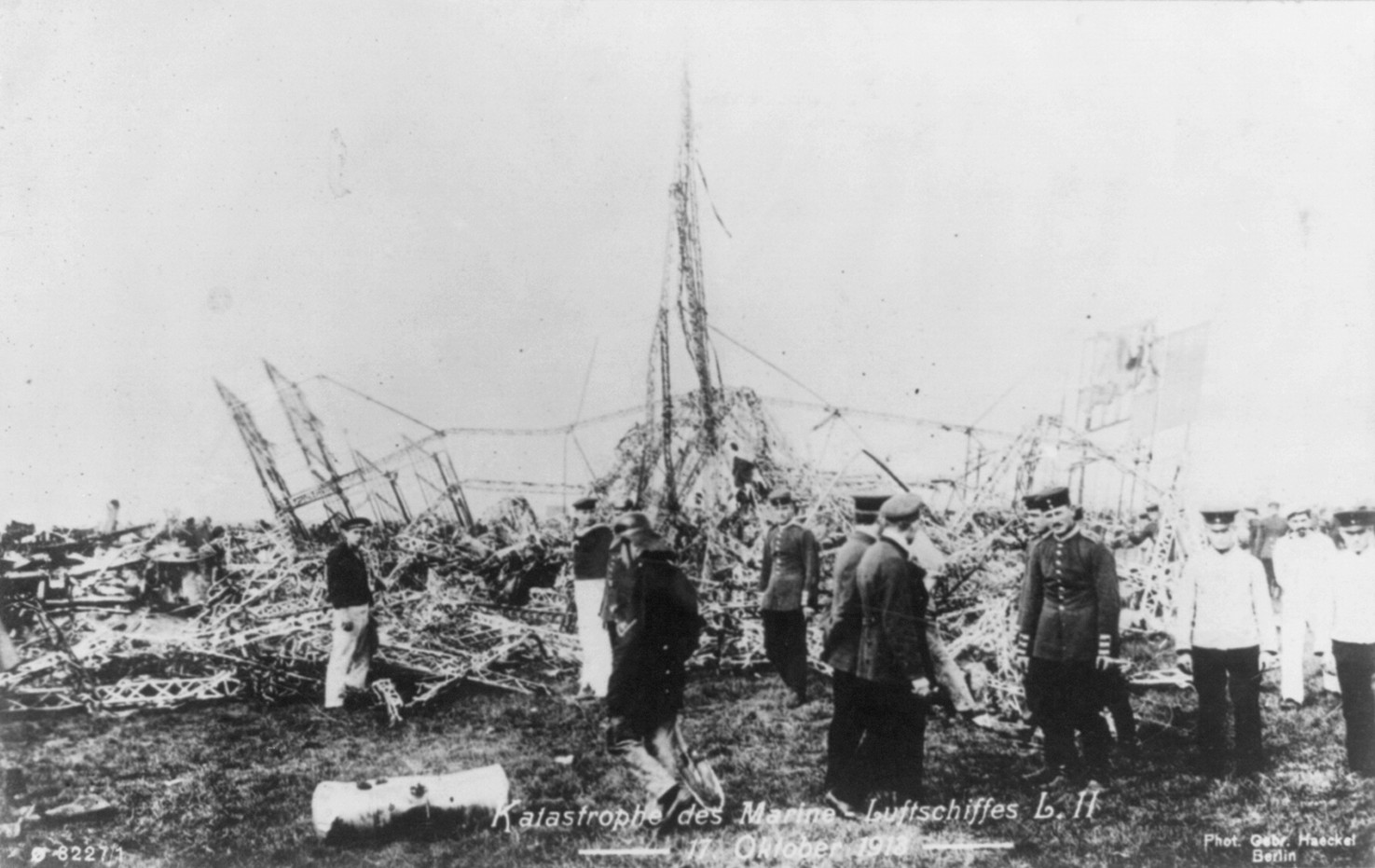
Trümmer des Rumpfes

Nachdem am 9. September 1913 der erste Marinezeppelin L 1 (Baunummer LZ 14) bei Helgoland abgestürzt war, wurde LZ 18 unverzüglich von der Marine geordert. Im Gegensatz zu L 1 sollte L 2 mit vier statt drei Motoren ausgestattet sein und damit über bessere Leistungsdaten verfügen. Insgesamt wünschte man sich bei der Marine ein deutlich größeres Luftschiff. Der neue Zeppelin besaß drei Gondeln, die durch Laufgänge im Rumpf verbunden waren. Die Brückengondel war mit Zellulosematerial bespannt, um Wetterschutz zu bieten. Der Tragkörper des LZ 18 enthielt 18 Gaszellen, die erstmals komplett aus Goldschlägerhaut gefertigt waren.
Das Luftschiff absolvierte unter dem Kommando von Ferdinand Gluud ein paar Probefahrten und wurde der Marine am 17. Oktober 1913 nach einer ruhigen Fahrt in Berlin übergeben. Doch schon beim ersten Start mit der Marinebesatzung kam es noch am selben Tag zu einem schweren Unglück. Zuerst sprang einer der vier Maybach-Motoren nicht an. Der Start wurde trotzdem versucht, doch kaum hatte das Schiff über dem Flugplatz Johannisthal etwa 200 Meter an Höhe gewonnen, setzte eine große Stichflamme die Außenhaut in Brand. Innerhalb kürzester Zeit brannte das Schiff komplett und stürzte ab. 28 der 30 Mann zählenden Besatzung kamen sofort ums Leben, darunter Ferdinand Gluud sowie der Dezernent für den technischen Bereich des Luftfahrtwesen im Reichsmarineamt, Marineschiffbaumeister Felix Pietzker. Ein weiterer verstarb während des Rettungsversuches. Nur Leutnant Clemens Freiherr von Bleul überlebte zunächst, verstarb aber wenig später an den Folgen des Unfalles im Krankenhaus Britz.
Das Luftschiff war der erste Zeppelin mit internem Laufgang. Die bei späteren Modellen eingebauten senkrechten Gasabzugsschächte (damals noch unter Patentschutz von Schütte-Lanz) waren jedoch bei LZ 18 nicht vorgesehen. Als Unglücksursache wird davon ausgegangen, dass sich das etwaig aus den Gaszellen diffundierende Wasserstoff-Traggas im Laufgang gesammelt hat. Da es nicht nach oben entweichen konnte, wurde es durch den Unterdruck, der aus der Fahrtbewegung resultierte, in eine der Maschinengondeln gesaugt, wo es entzündet wurde.
Die Marineführung entschied sich trotzdem für die Anschaffung weiterer Luftschiffe, und bereits im Mai 1914 trat L 3 (Baunummer LZ 24) den Dienst an.

## Gedenkstätte
Auf dem ehemaligen Garnisonfriedhof erinnert noch heute ein Grabdenkmal mit einem hohen Findling und einem Anker an die Verunglückten der L 2.

## Fahrten
- Jungfernfahrt am 9. September 1913, dann noch ungefähr drei weitere Probefahrten.
- Am 17. Oktober 1913 erfolgte die Überführungsfahrt von Friedrichshafen nach Berlin.
- Beim zweiten Start am selben Tag brannte das Luftschiff aus und stürzte ab.

## Technische Daten

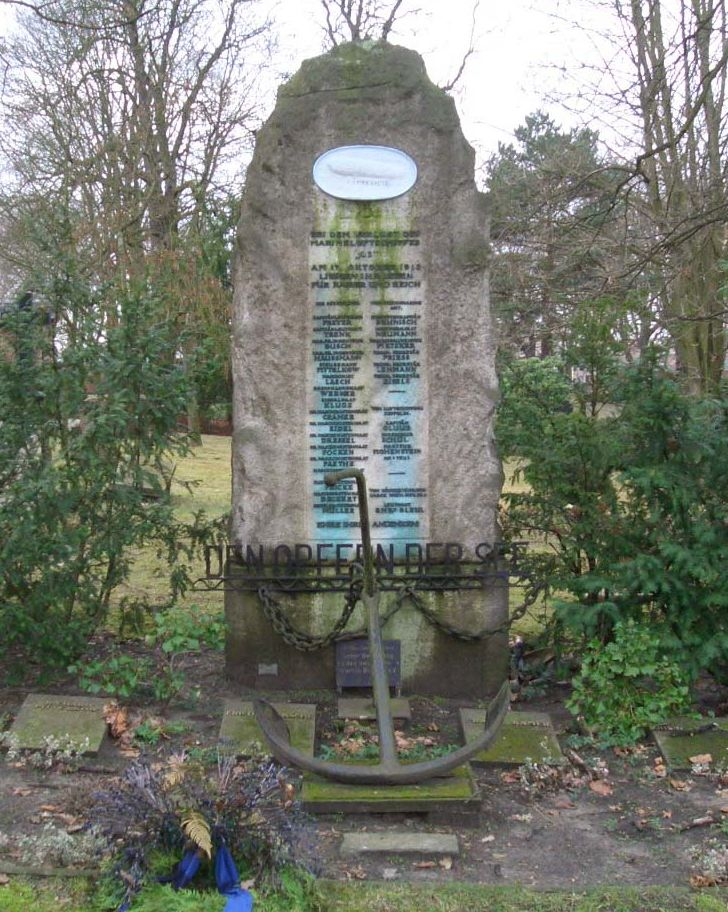
Gemeinschaftsgrab mit Anker, Friedhof Columbiadamm

- Traggasvolumen: 27.000 m³ Wasserstoff in 18 Gaszellen
- Länge: 158 m
- Durchmesser: 16,6 m
- Leermasse: 20,25 t
- Nutzlast: 11,1 t
- Auftrieb: 31,35 t
- Antrieb: vier Maybach-CX-Motoren mit je 134 kW (180 PS)
- Höchstgeschwindigkeit: 75,48 km/h
- Reichweite: 2.100 km
- max. Steighöhe: nicht getestet, 2900 m geschätzt
- Besatzung: 23